# Zottegem
Zottegem (do 1949 Sottegem) – miasto w Belgii, w Regionie Flamandzkim, w prowincji Flandria Wschodnia, w okręgu Aalst. Liczy 28 085 mieszkańców (1 stycznia 2024).

## Podział administracyjny
W skład miasta wchodzi dziesięć dzielnic (deelgemeente):
- Elene
- Erwetegem
- Godveerdegem
- Grotenberge
- Leeuwergem
- Oombergen
- Sint-Goriks-Oudenhove (Audenhove-Saint-Géry)
- Sint-Maria-Oudenhove (Audenhove-Sainte-Marie)
- Strijpen
- Velzeke-Ruddershove